# Liste der Monuments historiques in Le Merzer
Die Liste der Monuments historiques in Le Merzer führt die Monuments historiques in der französischen Gemeinde Le Merzer auf.

## Liste der Bauwerke
| Bezeichnung     | Beschreibung                          | Standort | Kennzeichnung | Schutzstatus | Datum | Bild           |
| --------------- | ------------------------------------- | -------- | ------------- | ------------ | ----- | -------------- |
| Manoir du Traou | Herrenhaus, erbaut im 16. Jahrhundert | (Lage)   | PA00089329    | Inscrit      | 1926  | weitere Bilder |
| Kapelle St-Yves | Erbaut im 16. Jahrhundert             | (Lage)   | PA00089328    | Inscrit      | 1965  | weitere Bilder |

## Liste der Objekte
- Monuments historiques (Objekte) in Le Merzer in der Base Palissy des französischen Kultusministeriums